# بیدستروف
بیدستروف (به فرانسوی: Bidestroff) یک کمون در فرانسه است که در Canton of Dieuze واقع شده‌است.

## خصوصیات
بیدستروف ۷٫۹۵ کیلومترمربع مساحت و ۱۲۸ نفر جمعیت دارد و ۲۴۰ متر بالاتر از سطح دریا واقع شده‌است.